# Проспект Науки (Харків)
Проспе́кт Нау́ки — одна з центральних магістралей Харкова. Розташований у Шевченківському районі міста. Довжина 4 060 метрів. Починається від майдану Свободи, перетинається з проспектом Незалежності, вулицями Данилевського і Культури, Євгенія Єніна, Європейська, Отакара Яроша, Вартових Неба, 23 Серпня. В неї впирається вулиці Бориса Чичибабіна, Шатилова Дача, Спецпідрозділу Кракен, Ляпунова, Космічна, Дмитра Антоненка. Закінчується на перетині з вулицями Ахсарова і Олексія Дерев'янка.
Проспект виник наприкінці 1920-х років як Третя Радіальна вулиця, яку згодом перейменували на Машинобудівну, з середини 1930-х — на проспект Леніна. Перейменований у проспект Науки згідно з рішенням Харківської міської ради від 20 листопада 2015 року № 12/15 на підставі Закону України «Про засудження комуністичного та націонал-соціалістичного (нацистського) тоталітарних режимів в Україні та заборону пропаганди їхньої символіки». Згідно з рішенням Міськуправи від 7 вересня 1942 року в роки німецької окупації (1942—1943) називався Новий.

## Історія

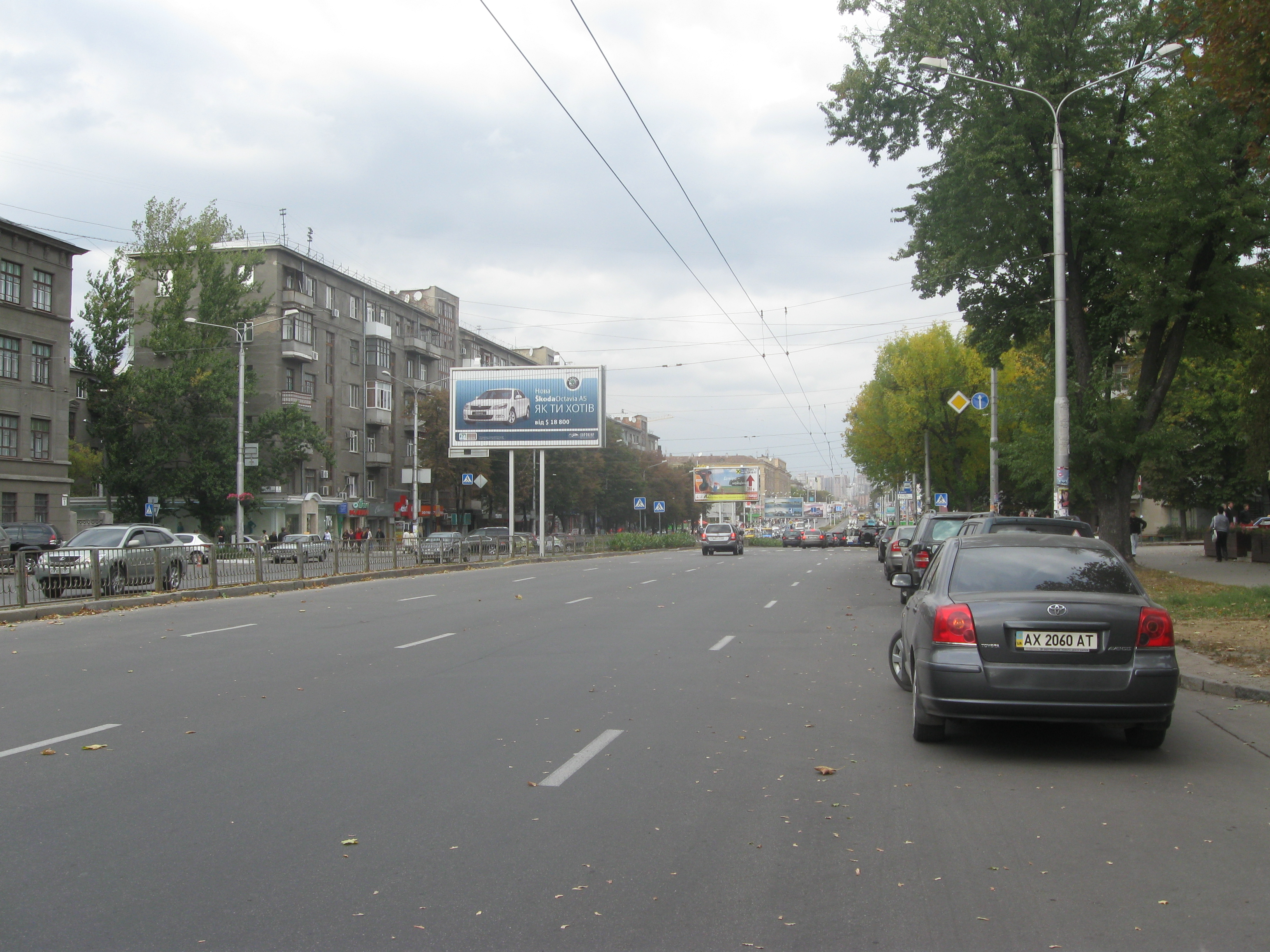

Магістраль починається біля майдану Свободи. Забудова її почалася в 1930-ті роки, коли споруджувався комплекс майдану. У цей час тут будувалися величезні корпуси житлових кооперативів «Новий побут» (архітектор М. Ф. Покірний) і «П'ять за три». У травні 1934 року був зданий в експлуатацію перший корпус Будинку фахівців. У 1936 році почалися підготовчі роботи зі спорудження будівлі Медичного інституту (архітектор В. А. Естрович). З часом передбачалося продовжити проспект Леніна на північ. Забудову проспекту перервала Друга світова війна. У післявоєнний період тут споруджено багато нових будівель. Серед них — житловий будинок заводу маркшейдерських інструментів (точних приладів), новий корпус Медичного інституту (реконструкція архітектора Орехова) та інші.
Харківський медичний інститут заснований у 1805 році як лікарське відділення (пізніше медичний факультет) Харківського університету. У 1920 році злився з Жіночим медичним інститутом, заснованим у 1910 році, та став називатися Медичною академією. У 1921 році перетворений на Медичний інститут.

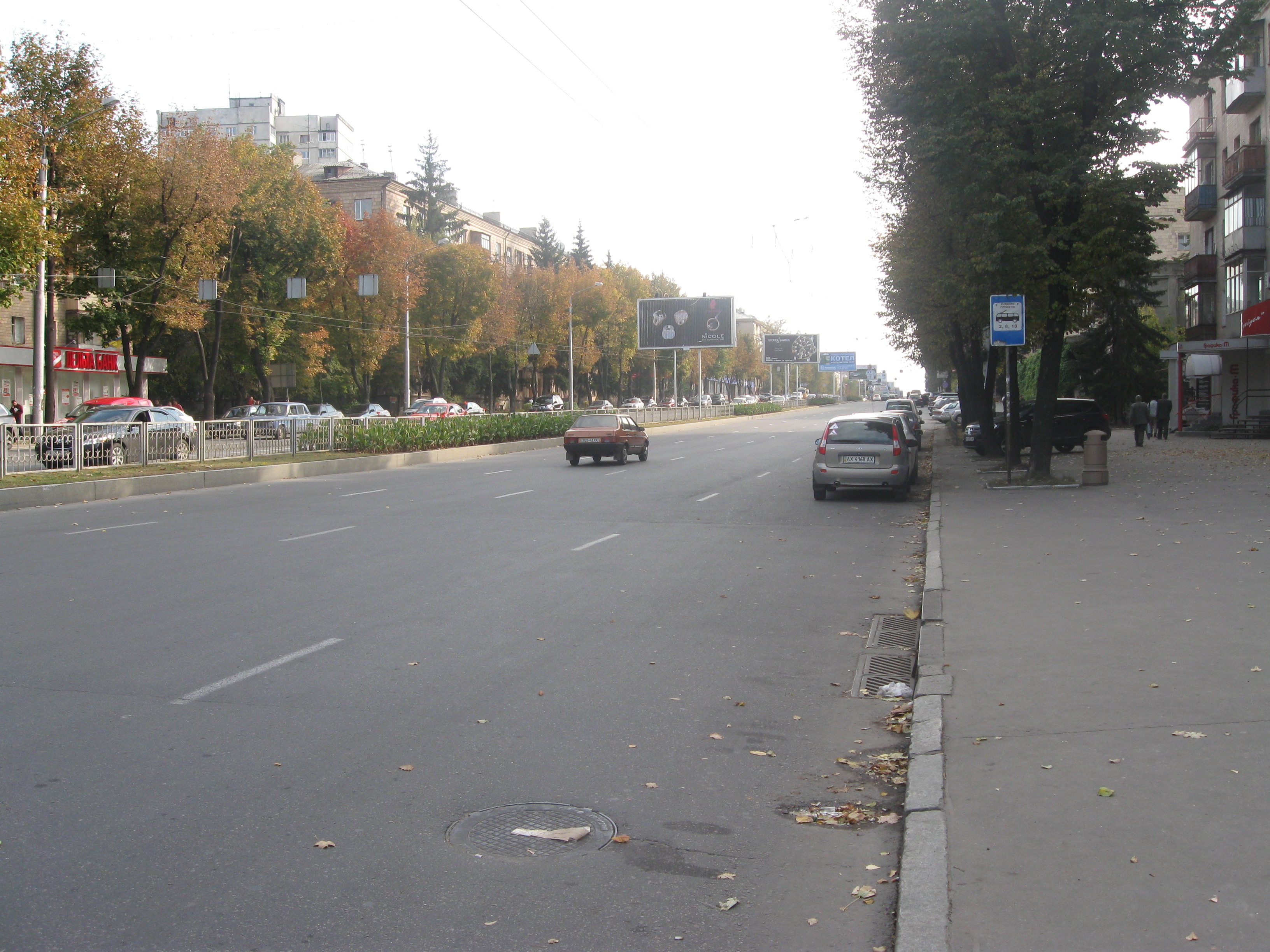

На проспекті Науки, у великих нових будівлях, які займають цілі квартали, розташувалися навчальний Університет радіоелектроніки, інститут Діпросталь, Укргідропроект тощо. Університет радіоелектроніки веде свою історію від Гірничо-індустріального інституту, заснованого в 1944 році. Після його реорганізації в 1966 році створено Інститут радіоелектроніки (Харківський інститут радіоелектроніки, скорочено — «ХІРЕ») . Будівля ХІРЕ побудована в 1930—1931 роках за проєктом архітектора Штейнберґа для інженерно-будівельного інституту. Неодноразово перебудовувалася. Остання реконструкція здійснена за проєктом архітектора Подгорного.
Великий внесок у справу розвитку чорної металургії нашої країни вносить Державний науково-дослідний і проєктний інститут металургійної промисловості «Діпросталь». Будівля інституту побудована на початку 1960-х років за проєктом архітектора Вегмана. З 1959 року інститут став головним із проєктування підприємств феросплавної промисловості. Діпросталь — генеральний проєктувальник багатьох металургійних та феросплавних заводів в Україні, Уралі, в Криму, Сибіру, Казахстані. Дітищем Діпросталі є два найбільших у світі феросплавні заводи — Нікопольський і Єрмаківський.

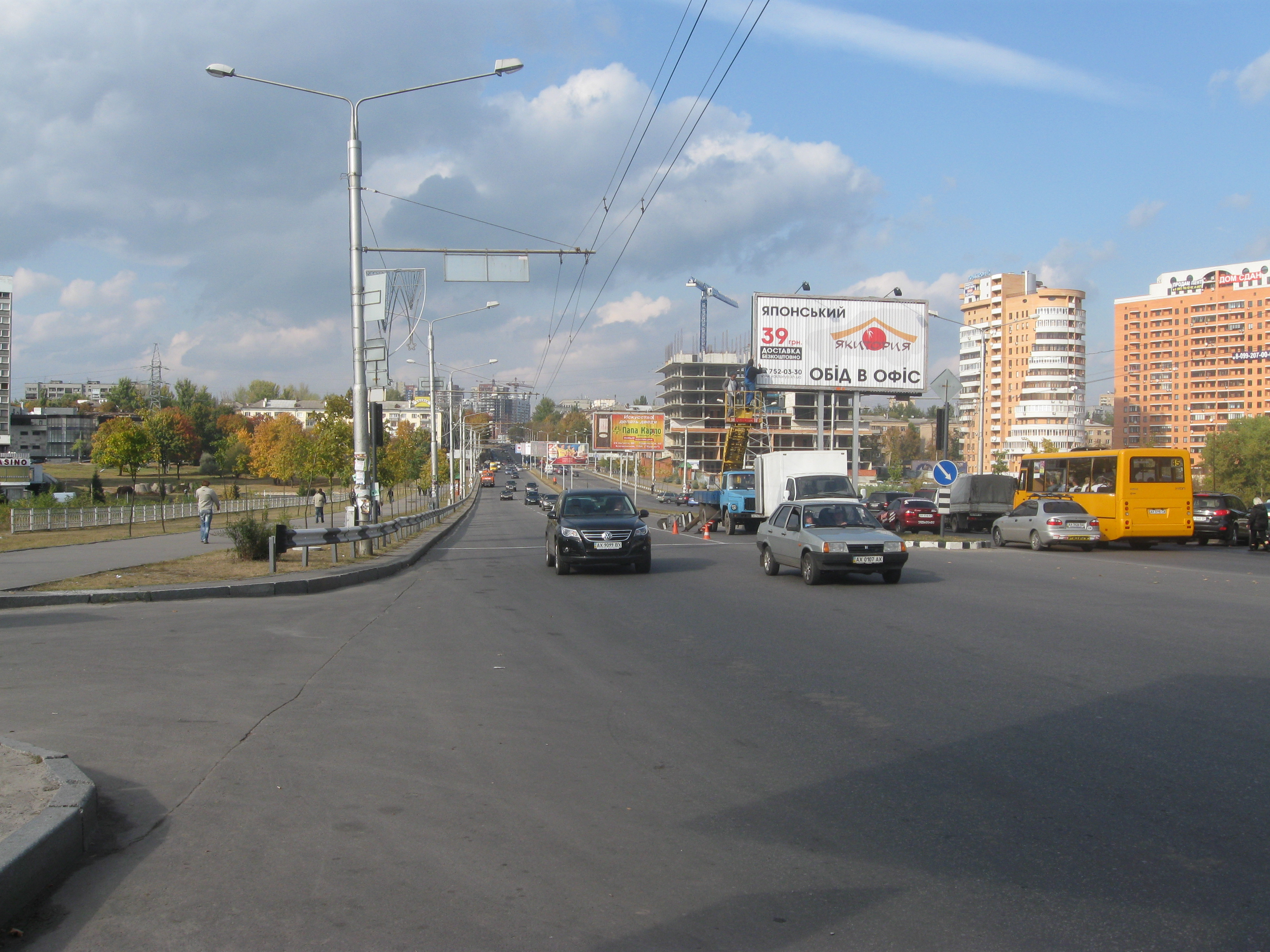

В одній будівлі з Діпросталь працює Укргідропроект. За проєктами інституту побудовані Каховська, Кременчуцька, Середньодніпровська та Київська гідроелектростанції на Дніпрі, Дубоссарська ГЕС на Дністрі. Інститут проєктує також будівництво водосховищ, меліоративних систем, складає комплексні схеми використання а охорони водних ресурсів. Тут розроблена система водопостачання Харкова та обводнення річок Лопань і Харків.
У грудні 1964 року на проспекті було відкрито готель «Інтурист» (зараз «Національ»), побудований за проєктом архітектора B. Васильєва. Будівля готелю поєднана з рестораном, фасад якого прикрашають мозаїчні керамічні панно роботи художників А. Щеглова та В. Віхтінского. У 1970 році в цій частині проспекту, яка дотикається до Саржиного Яру, завершилося спорудження багатоповерхового будинку, де розмістилася низка проєктних організацій (так званий «Будинок проєктів»).
Навпроти Будинку проєктів знаходиться завод хімічних реактивів. Підприємство є експериментальною базою наукових розробок багатьох науково-дослідних інститутів.
По середині проспекту на ділянці від проспекту Незалежності до Саржина Яру проходив пішохідний бульвар. Він був ліквідований у 2005—2006 роках в зв'язку з реконструкцією проспекту для розширення проїжджої частини.
Наприкінці 1950-х — початку 1960-х років проспект Науки підійшов до Саржиного Яру та по дамбі протягнувся далі в північному напрямку на Павлове Поле — новий район міста, що має площу близько 300 гектарів. Він примикає до житлового масиву Олексіївка та зеленого масиву Лісопарк.
План планування і забудови Павлового поля розроблений авторським колективом у складі архітекторів А. Г. Григоренка, Л. М. Тюльпа, інженерів Р. І. Любарського, К. В. Чернишова, М. М. Пайн та інших фахівців.
Павлове Поле розділене на низку мікрорайонів, кожен з яких приблизно в сім разів більше звичайного міського кварталу. Це дозволило здійснити принцип вільного планування, тобто дати максимум світла, сонця і зручностей жителям кожного будинку. Всі мікрорайони сплановані за безквартальною системою, завдяки якій транспортний та пішохідний рух відокремлено один від одного.
У другій половині 1960-х років проспект Науки простягнувся далі на північ та дійшов до лісопарку, з'єднавшись з вулицею Олексія Дерев'янка, що дало можливість найкоротшим шляхом по новому мосту через Саржин Яр зв'язати Павлове Поле з Сумською вулицею. На західній стороні проспекту знаходяться корпуси Фізико-технічного інституту низьких температур, заснованого в 1960 році. Ця єдине в країні спеціалізована кріогенна установа здійснює не лише широкі дослідження в галузі фундаментальної та прикладної надпровідності, фізики магнітних явищ, біофізики, молекулярної фізики та в інших наукових напрямах, а й розробляє і виробляє для наукових установ та народного господарства країни кріогенні прилади та пристрої.

## Будинки

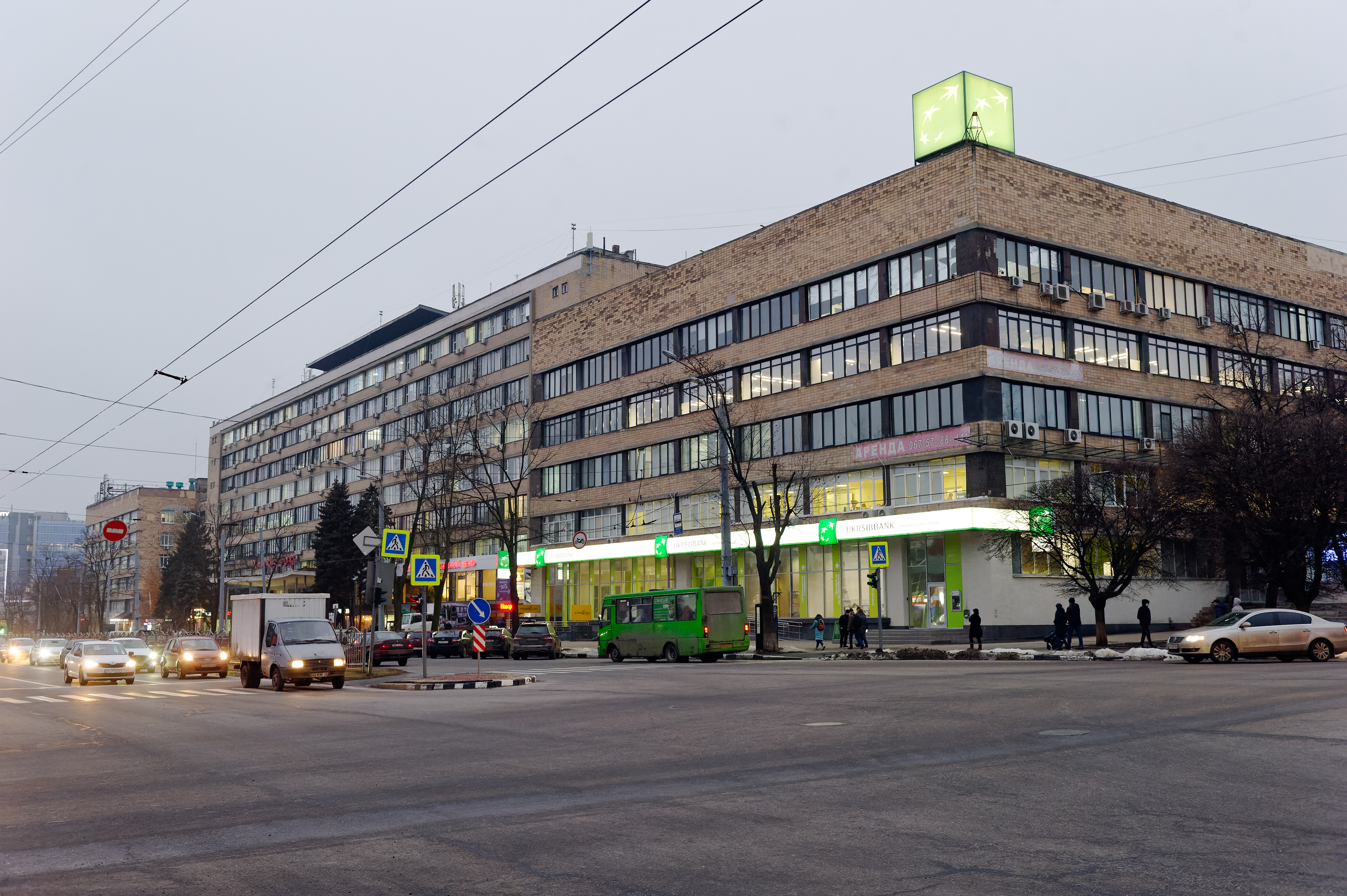
Будинок проєктів

- Буд. № 4 — Пам'ятка архітектури Харкова, Морфологічний корпус медичного інституту[3] (нині — головний корпус Харківського національного медичного університету). Будівництво розпочато в 1937 році за проєктом архітектора В. А. Естровича. Початковий проєкт був виконаний у дусі конструктивного модерну. За задумом автора, це повинно було згладити контраст між аскетичним характером навколишньої забудови початку 30-х років і класичними тенденціями в образі будинків кінця того ж десятиліття. Будівництво було завершено по переробленому проєкту (архітектора Г. Д. Орєхова за участю архітектора П. І. Арєшкіна, 1952). Об'ємна композиція в основному збереглася, але фасади придбали різнохарактерні деталі, що додали будівлі еклектичний вигляд.
- Буд. № 6 — Житловий будинок з вбудованим магазином і кінотеатром. Побудований в 1956 році, архітектори Д. Р. Торубаров, В. Г. Клейн, А. П. Бондаренко). Відсунутий від червоної лінії восьмиповерховий будинок з лоджіями па верхніх поверхах відповідає за масштабом суміжному корпусу медичного інституту, а протяжний фасад шестиповерхового обсягу, витягується уздовж вулиці Данилевського, відповідає масштабу знаходяться на ній житлових будинків. З боку вулиці Данилевського знаходився вхід в кінотеатр. У будівлі працював двозальний кінотеатр «Харків», а після його закриття там розмістився офіс банку.
- Буд. № 9 — Державний науково-дослідний і проєктний інститут металургійної промисловості — Гипросталь. Побудований в 1962 році, архітектори Г. Г. Вегман, Е. Н. Бельман, Д. А. Морозов.
- Буд. № 14 — Інститут радіоелектроніки. Побудований в 1952 році, архітектор Н. М. Підгорний. Навчальний корпус споруджений дусі класицизму на місці зруйнованого в роки радянсько-німецької війни будівлі інженерно-будівельного інституту. Головний вхід в корпус розташований з боку вулиці Спецпідрозділу Кракен в глибині курдонеру. Парадний вестибюль, головні сходи та актовий зал прикрашені багатим ліпленням.
- Буд. № 21 —  Готель «Інтурист» (зараз «Національ»). Побудований у 1964 році. на проспекті було відкрито готель, побудований за проєктом архітектора B.С. Васильєва. Будівля готелю поєднана з рестораном, фасад якого прикрашають мозаїчні керамічні панно роботи художників А. Щеглова.

- Буд. № 36, 38, 40 — Будинок проєктів. Комплекс утворений з трьох великих корпусів: середнього — дев'ятиповерхового і бічних, висотою п'ять і шість поверхів. Він споруджений за проєктом повторного застосування, розробленим в Києві для проєктних інститутів Держбуду УРСР (прив'язку виконали архітектори Г. М. Соколовський, Є. О. Любомілова, В. Д. Серобаба за участю архітектора С. М. Розенфельда. При прив'язці перероблені внутрішнє планування, конструкції і, частково, фасади. На першому поверсі правого корпусу працював книжковий магазин «Кобзар». Після його закриття там розмістилося відділення банку.
- Буд. № 27-А — Готель «Мир». Побудований у 1979 році, архітектори С. Н. Миргородський, Р. Н. Гупало, Н. І. Діденко, І. Н. Іванов, В. В. Савченко; скульптор В. М. Клочков. Чотирнадцятиповерхова будівля розташована в зеленій зоні при в'їзді на Павлово Поле. Композиція будівлі утворена компактною в плані «пластиною» (житлова частина) і підтримуючого її стилобату, в якому влаштовані вестибюль та ресторанний комплекс. Поруч з готелем працював басейн-фонтан, який у вечірній час підсвічувався, але згодом він припинив діяти.
- Буд. № 47 — Фізико-технічний інститут низьких температур імені Б. І. Вєркіна НАН України. Побудований у 1961—1964 роках, архітектори В. С. Васильєв, Е. Ю. Черкасов, П. І. Арєшкін. Комплекс інституту утворений шістьма різноповерховими корпусами, що звя'зані перехідними галереями.

## Об'єкти на проспекті Науки

### Освіта
- Харківський національний університет радіоелектроніки
- Харківський національний медичний університет
- Школа іноземних мов «D'ELITE SCHOOL»
- Дошкільний навчальний заклад (яслі-сад) № 178 загального розвитку
- Харківський ліцей № 51
- Харківський університетський ліцей

### Наукові заклади
- Головний інститут з проєктування заводів тракторного, автомобільного й сільськогосподарського машинобудування
- Науково-технологічний комплекс НАН України «Інститут монокристалів»
- Інститут сцинтиляційних матеріалів НАН України
- Інститут «Харківпроєкт»
- Конструкторсько-технологічне бюро верифікаційного моделювання і підготовки виробництва
- Науково-дослідний інститут лазерних технологій
- Харківський проєктний інститут «Промзернопроєкт»
- Фізико-технічний інститут низьких температур імені Б. І. Вєркіна НАН України
- Український державний головний науково-дослідний і виробничий інститут інженерно-технічних і екологічних вишукувань
- Укргідропроєкт
- Харківське проєктно-вишукувальне відділення інженерного захисту території інституту «УкрНДІІНТВ»
- Харківське державне інженерно-геологічне відділення інституту «УкрНДІІНТВ»
- Науково-виробнича корпорація «Харківекологія»
- Енергосталь, УкрДНТЦ з технології та обладнання, обробки металів, захисту навколишнього середовища та використання вторинних ресурсів для металургії та машинобудування

### Видавництва, редакції газет і журналів, теле- і радіо канали
- Редакція автомобільного тижневика «Автовосток»
- Видавництво «Теленеделя-Харьков»
- Редакція газети «Комсомольська правда в Україні»
- Редакція газети «Мікроскоп»
- Редакція газети «Оп!»
- Редакція газети «Поліграфічний кур'єр»
- Редакція журналу «Стоматолог»
- Редакція газети «Телевізор»
- Редакція журналу «Телесемь»
- Телекомпанія «Інтер-Харків»
- Редакція журналу «Теленеделя»
- Редакція журналу «Телескоп»
- Видавництво «Формат»
- Студія телепрограм «Харківські вісті»
- Редакція журналу «Екологія і промисловість»

### Готелі
- Мир
- Національ

### Промисловість
- Харківський завод хімічних реактивів
- Завод кровельних матеріалів «Промізол»

### Фінанси
- Банк «Золоті ворота»
- Харківська філія Кримської страхової компанії
- Реал Банк
- Харківська філія банку «Синтез»
- Харківське відділення страхової компанії «Вєско»
- Харківська філія Унікомбанку

### Інше
- Пам'ятник засновникам Харкова
- Міський інформаційний центр
- Харківська товарна біржа

## Цікавинки

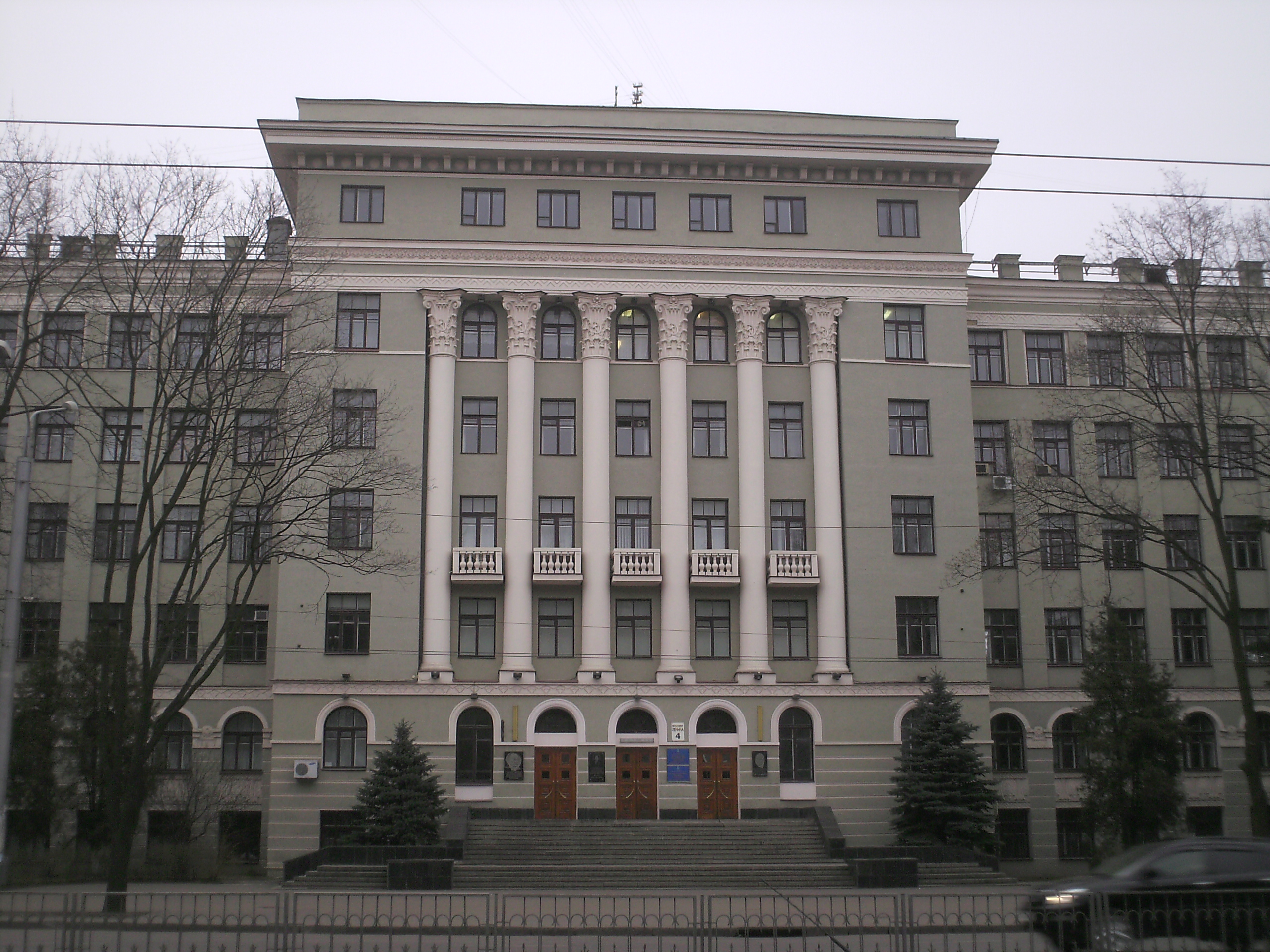
Харківський національний медичний університет
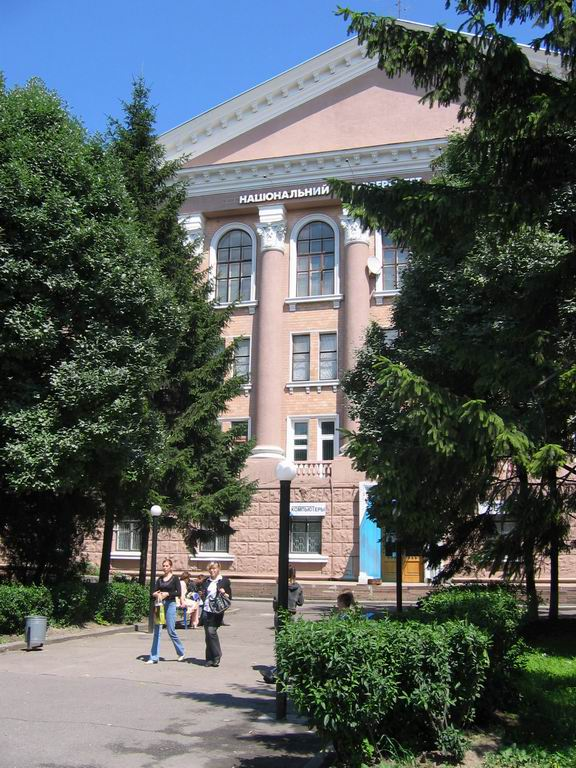
Харківський національний університет радіоелектроніки
Пам'ятник засновникам Харкова